# Egycsillagos szálloda
Az egycsillagos szálloda olyan kereskedelmi szálláshely, mely Magyarországon megfelel a következő törvényi előírásoknak a belkereskedelemről szóló 1978. évi I. törvény 40. §-a és az 54/2003. (VIII.29.) GKM rendelet alapján:

## Felszereltsége
- 1. Fogadóhelyiséggel, tartózkodó helyiséggel, étkezővel, 30 ágy felett pedig recepcióval is rendelkezik.
- 2. A szállodai szobaegység nagysága legalább a szobák 80%-ánál:
  - Egyágyas: legalább 8 négyzetméter.
  - Kétágyas: legalább 12 négyzetméter.
  - Kétágyasnál több: ágyanként további 5 négyzetméter.
- 3. A szobák berendezése, felszereltsége:
  - Berendezés: ágy (ajánlott méret: 100 x 200 cm, legalább 80 x 190 cm), ágyanként ülőalkalmatosság, éjjeliszekrény vagy tárolóhely, bőröndtartó vagy bőröndtároló, olvasólámpa, ruhás-"szekrény", ágyanként legalább négy darab egyforma vállfa (női, férfi), papírkosár, cipőtisztítási lehetőség, ruhakefe, sötétítő függöny vagy zsalu.
  - Telefon: a portán áll a vendégek rendelkezésére.
  - Antenna: legalább a szobák 30%-a rendelkezik antennacsatlakozóval.
- 4. Vizesblokkok száma: minden megkezdett 10 ágy után egy közös emeleti vizesblokk és nemenként elkülönített WC, a szobákban hideg-meleg víz biztosított.
- 5. A vizesblokk berendezése, felszereltsége:
  - – a szobákban: mosdó, tükör, piperepolc, törülközőtartó, elektromos csatlakozó, fedett szeméttároló,
  - – közös WC: WC-kefe tartóval, WC- papírtartó WC-papírral, a női WC-ben egészségügyi tasak is, kézmosó, higiénikus kézszárítási lehetőség (papírtörlő vagy meleg levegővel szárítás),
  - – a közös fürdőben: kád vagy zuhanyzófülke, mosdó, tükör, törülközőtartó, ruhafogas, fedett szeméttároló,
  - – a mosdókban: kéztörlő és fürdőtörülköző, szappan, fogmosó poharak az ágyszámmal azonos mennyiségben.
- 6. A vendégek részére biztosítandó tájékoztatás, eszközök:
  - – a szobákban: hotel- és helységdokumentáció (tájékoztatás a szolgáltatásokról és a településről), tájékoztatás a fogyasztó által a szobáért, valamint a szolgáltatásokért fizetendő árról, illetve díjról a Magyar Köztársaság területén törvényes fizetőeszköz szerint meghatározva, és tájékoztatás a menekülési útvonalról.
- 7. Lift: csak a három emeletnél magasabb szállodákban.
- 8. Parkolók, garázsok: a 253/1997. (XII. 20.) Korm. rendeletben előírt mértékben.
- 9. Gazdasági és személyzeti bejárat: külön gazdasági bejáratot alakítanak ki.
- 10. A személyzet öltözete: a vendéggel érintkező munkakörökben a szálloda személyzete egységes formaruhát visel.
- 11. Tárolási lehetőség hűtőszekrényben. Ez csak az egycsillagos szállodánál követelmény.
- 12. A szobákat és valamennyi mellékhelyiséget kötelező naponta takarítani.

## Kötelező szolgáltatások
- 1. Recepciószolgálat: egy – idegennyelv-ismerettel rendelkező – munkatárs látja el. A szálloda tevékenységéért felelős személy éjszaka is elérhető.
- 2. Textilváltás:
  - – ágynemű legalább egyszer hetente, új vendég esetén azonban – a vendég érkezése előtt – kötelező az ágyneműcsere, ágyazás naponta,
  - – fürdőszobai textíliák: kéz- és fürdőtörülköző kétnaponta, illetve a vendég kívánsága szerint.
- 3. Étel-, italkínálat:
  - – reggeli: continental reggeli 10 óráig,
  - – étel: ebéd- és vacsoraidőben szűkített á la carte választék,
  - – ital: a nyitvatartási idő alatt.
- 4. Egyéb szolgáltatások: csomag- és értékmegőrzés, üzenetközvetítés, ébresztés.

## Fakultatív szolgáltatások
- Az egycsillagos szállodánál az elérendő minimális pontszám: 0.